# Arnd Siegel
Arnd Siegel (* 2. April 1937 in Stade; † 11. März 2025 in Hamburg) war ein deutscher Chirurg, Kunstsammler und Mäzen.

## Leben
Siegel wuchs in Stade als Kind des Chirurgen William Siegel (1893–1951) und der Elsbeth Siegel, geb. Gerloff (1904–1951) auf. Die väterlichen Vorfahren hatten dort von 1849 bis 1939 eine Piano-Fabrik betrieben. 
1956 bestand Siegel das Abitur am Athenaeum Stade und studierte anschließend Medizin an der Universität Freiburg, wo er als Siegel VII beim Corps Suevia Freiburg aktiv wurde. Sein Staatsexamen legte er in Kiel ab und promovierte 1963 dort mit einer Arbeit zur Tetanus-Prophylaxe. 1970 wurde er zum Facharzt für Chirurgie und 1974 für das Teilgebiet Unfallchirurgie. 
Als Arzt seit 1965 an der Chirurgischen Abteilung des Allgemeinen Krankenhauses St. Georg tätig, war er an der Neuentwicklung von Gelenk-Endprothesen beteiligt. 1975 gründete er gemeinsam mit seinem Lehrer Hans-Wilhelm Buchholz, dem Pionier der Gelenkersatzchirurgie in Deutschland, und zwei weiteren Kollegen die ENDO-Klinik Hamburg, eine Spezialklinik für Gelenkersatz, in der bis zum Ruhestand 2002 beruflich wirkte. im Jahre 2002 inaugurierte Siegel die Endo-Stiftung zur Förderung unabhängiger Forschung im Bereich der muskulo-skelettalen Erkrankungen, aus welcher 2012 die Stiftung Endoprothetik hervorgegangen ist, deren Kuratorium er langjährig angehörte. 
Gemeinsam mit seiner Ehefrau, der Ärztin Erika Siegel, geb. Dieckmann (1937–2006), baute er eine beachtliche Kunstsammlung von Expressionisten mit Werken von u. a. Emil Nolde, Christian Rohlfs, Erich Heckel, Marc Chagall und Ernst-Ludwig Kirchner auf, die 2010 erstmalig in einer vielbeachteten Ausstellung unter dem Titel „Dialog mit der Moderne“ im Kunsthaus Stade der Öffentlichkeit präsentiert wurde. Im Jahre 2003 gründete er die „Kleio-Stiftung zur Erhaltung von Kulturwerten Hamburg“. Sein besonderes Engagement und Interesse galt der Erhaltung von Kulturwerten seiner Heimatstadt Stade. Er setzte sich für die Stader Kirchen, den Erhalt des 1789 gegründeten Horstfriedhofs, für den er gemeinsam mit dem Evangelisch-lutherischen Gesamtverband Stade 2013 die unselbständige „Siegel-Stiftung für den Horstfriedhof Stade“ gründete, und auch für den Erhalt von Stader Klavieren aus der Piano-Fabrik seines Urgroßvaters Rudolf Siegel ein. In Stade gehörte er seit 1982 der St. Antonii-Brüderschaft Stade an. Über das Wirken seiner Verwandten, des Delmenhorster Künstler-Ehepaars Johannes und Marianne Mangels, gab er 2021 einen Bildband heraus.